# Bajo Gutter
Der Bajo Gutter ist ein Fluss im Osten von Dominica im Parish Saint David.

## Geographie
Der Bajo Gutter entspringt im Osthang des Höhenrückens Fond Figues und fließt im Bogen nach Nordosten. Nach ca. 1,5 km mündet er bereits von links und Norden in den Belle Fille River.